# Stadthalle Offenbach

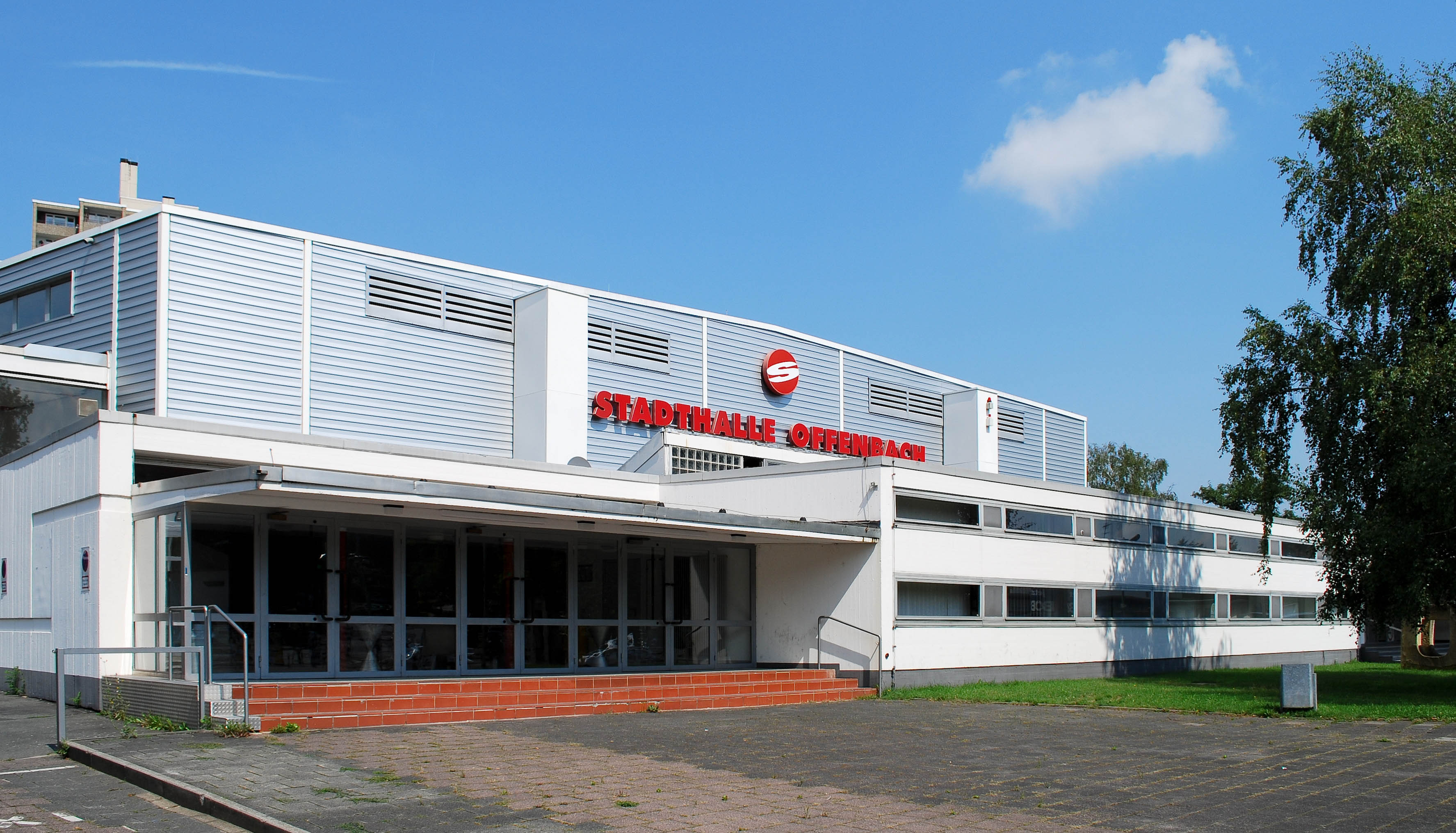
Stadthalle Offenbach Haupteingang

Die Stadthalle Offenbach ist ein multifunktionales Kongress- und Veranstaltungszentrum in Offenbach am Main. Die Halle ist der drittgrößte Veranstaltungsort im Rhein-Main-Gebiet und wird für Veranstaltungen aus den Bereichen Tagung, Konzert, Messe, Show, Tanzmeisterschaften sowie öffentliche und unternehmensbezogene Events genutzt.

## Geschichte

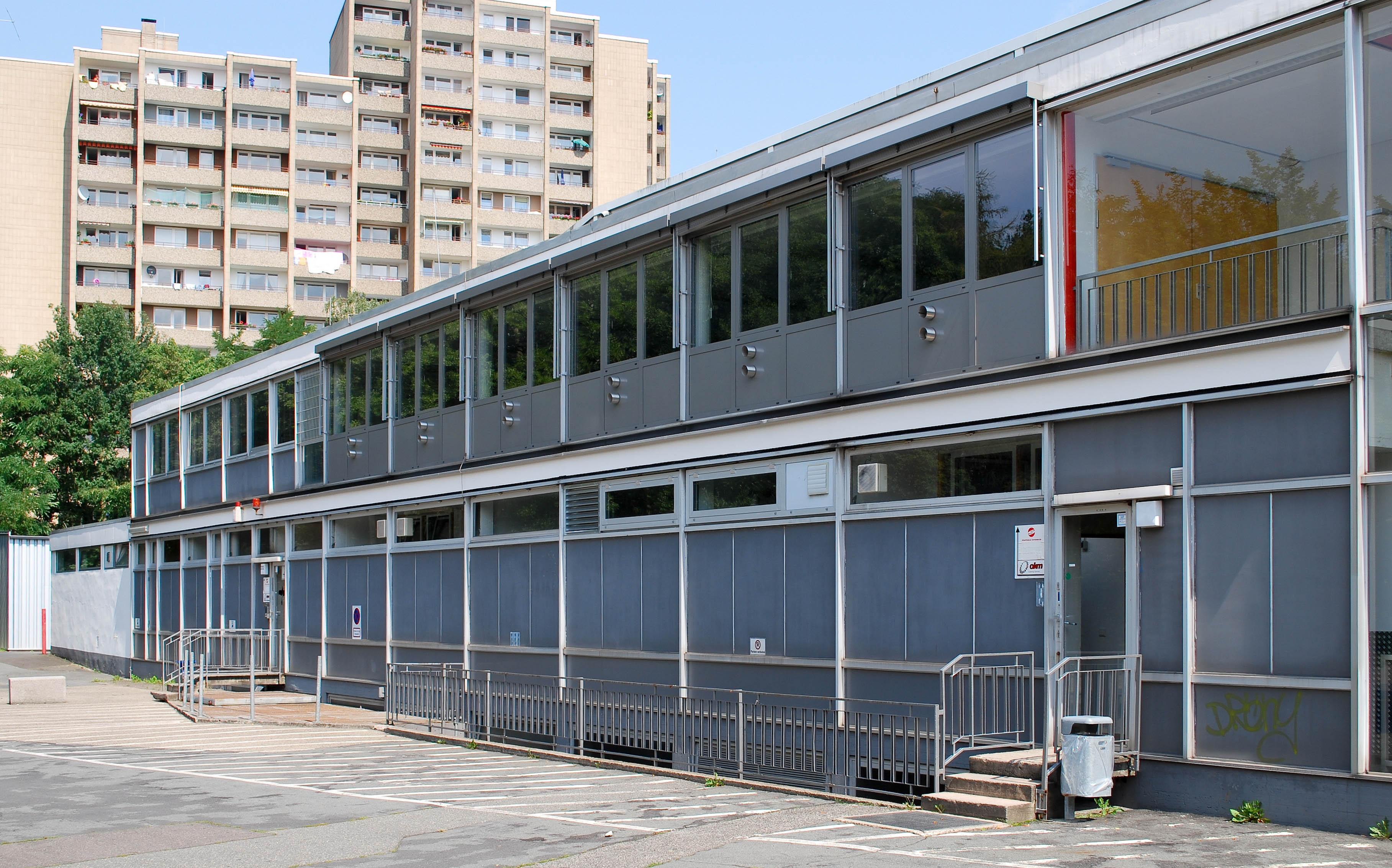
Stadthalle Offenbach Seiteneingang

Die Stadthalle, die Platz für bis zu 4.000 Gäste bietet, wurde am 21. Mai 1966 eingeweiht. Von Anfang an als Mehrzweckhalle konzipiert, konnte die Halle für die verschiedensten Zwecke eingesetzt werden, zum Beispiel für die Handball-Bundesligaspiele der SG Dietzenbach oder die Aufzeichnung von Fernsehshows wie Zum Blauen Bock. Bis Ende der 1960er Jahre wurden in der Stadthalle 30 Sendungen von Beat Beat Beat mit Künstlern wie The Kinks, The Troggs und The Animals aufgezeichnet.
In den 1970er Jahren traten verschiedene internationale Topstars in der Halle auf und machten diese überregional bekannt, darunter Bands wie Deep Purple, The Who sowie die Jackson Five mit Michael Jackson. In den 1990er Jahren wurden mittlerweile dringend nötig gewordene Sanierungsarbeiten durchgeführt. Seitdem finden wieder vermehrt Großveranstaltungen statt, wie ein Boxkampf von Wladimir Klitschko 1997. 

## Konzerte/Künstler (Auswahl)
| National | International | Comedy/Kabarett |
| - Casper - Die Ärzte - Die Fantastischen Vier - Die Toten Hosen - Daliah Lavi - Herbert Grönemeyer - Wir sind Helden - Nena - Scooter - Mark Medlock - Sarah Connor - Schiller | - AC/DC - Marillion - David Bowie - Judas Priest - Whitesnake - Depeche Mode - Dream Theater - Bob Dylan - Genesis - Iron Maiden - Jimi Hendrix - Kiss - Dropkick Murphys - Papa Roach - Pink Floyd - U2 - Motörhead - Soundgarden - Slayer - Robbie Williams - Frank Zappa - ZZ Top - Years & Years - Kygo - Metallica - Mike Shinoda - Green Day - Bush + Muse - Weather Report - Linda Ronstadt - Bullet for My Valentine - Dreamcatcher - Lee Taemin | - Dieter Nuhr - Kaya Yanar - Michael Mittermeier - Ralf Schmitz - Urban Priol - Rüdiger Hoffmann - Atze Schröder - Helge Schneider - Oliver Pocher - Eckart von Hirschhausen - Sascha Grammel - Jan Böhmermann |

## Lage
Die Stadthalle befindet sich im Süden Offenbachs, im Stadtteil Tempelsee und ist verkehrstechnisch gut angebunden. Sie ist erreichbar über die Stadtbuslinien 101 und 104 der Offenbacher Verkehrs-Betriebe. Direkt gegenüber befindet sich ein durchgehend geöffneter Parkplatz mit 350 Stellplätzen.